# Kodaira
Kodaira (小平市, Kodaira-shi) és una ciutat i municipi de Tòquio, a la regió de Kanto, Japó. La ciutat, situada a la regió del Tòquio occidental és una ciutat dormitori més, com altres de la regió, on resideixen molts treballadors del Tòquio central.

## Geografia
El municipi de Kodaira es troba al centre geogràfic de Tòquio i pertany a la regió de Tòquio occidental, dins de la qual es troba a l'est, molt a prop del Tòquio urbà. El terme municipal de Kodaira limita amb els de Higashimurayama, Higashiyamato i Higashikurume al nord; amb Nishitōkyō a l'est; amb Tachikawa a l'oest i amb Koganei i Kokubunji al sud.

## Història
L'àrea on actualment es troba el municipi de Kodaira va formar fins als començaments de l'era Meiji a l'antiga província de Musashi. Ja a l'era Meiji, la zona va començar a formar part del districte de Kitatama, a la prefectura de Kanagawa el 22 de juliol de 1878. Amb l'establiment del nou sistema de municipis, el poble de Kodaira va ser fundat l'1 d'abril de 1889. Poc després, l'1 d'abril de 1893, el districte sencer passa a formar part de l'antiga prefectura de Tòquio. Després del gran terratrèmol de Kantō del 1923, moltes instal·lacions i institucions que es trobaven a l'antiga ciutat de Tòquio com fàbriques, universitats i zones residencials es van traslladar al poble de Kodaira. El 1943, la ciutat i prefectura de Tòquio deixen d'existir per a fusionar-se en una nova estructura, tot i que aquest canvi no va afectar gaire el poble de Kodaira i, un any després d'això, Kodaira va assolir el grau de vila. Finalment, l'1 d'octubre de 1962, la vila de Kodaira va esdevindre ciutat.

## Demografia
| 1920    | 1930    | 1940    | 1950    | 1960   | 1970    | 1980    |
| ------- | ------- | ------- | ------- | ------ | ------- | ------- |
| 6.068   | 6.558   | 8.674   | 21.659  | 52.923 | 137.373 | 154.610 |
| 1990    | 2000    | 2010    | 2020    | 2030   | 2040    | 2050    |
| 164.013 | 178.623 | 187.039 | 196.711 | -      | -       | -       |

## Transport

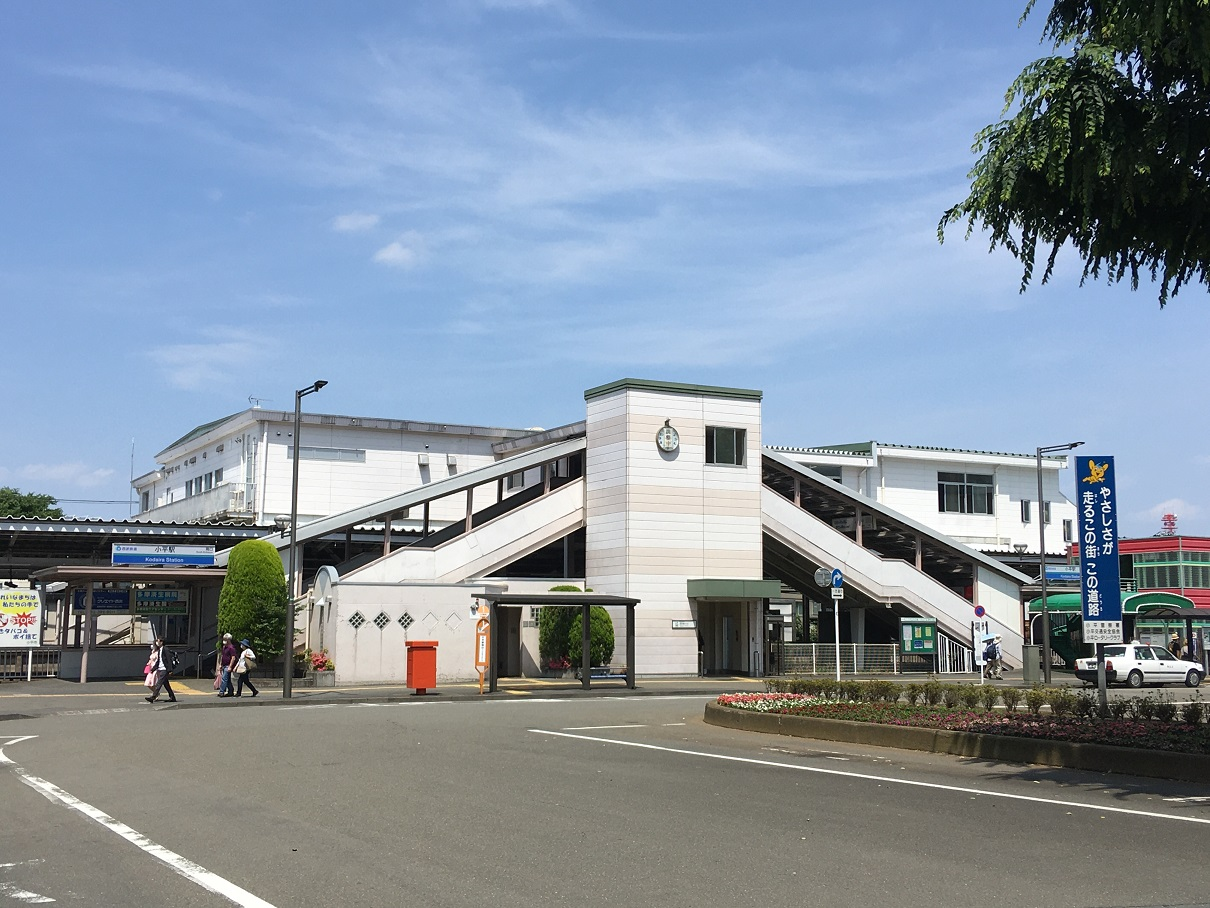
Estació de Kodaira

### Ferrocarril
- Companyia de Ferrocarrils del Japó Oriental (JR East)
  - Shin-Kodaira
- Ferrocarril Seibu
  - Hana-Koganei - Kodaira - Hitotsubashi-Gakuen - Ōmekaidō - Takanodai - Ogawa

### Carretera
Pel terme municipal de Kodaira no passa cap carretera nacional ni autopista.